# Pedro de Sierra

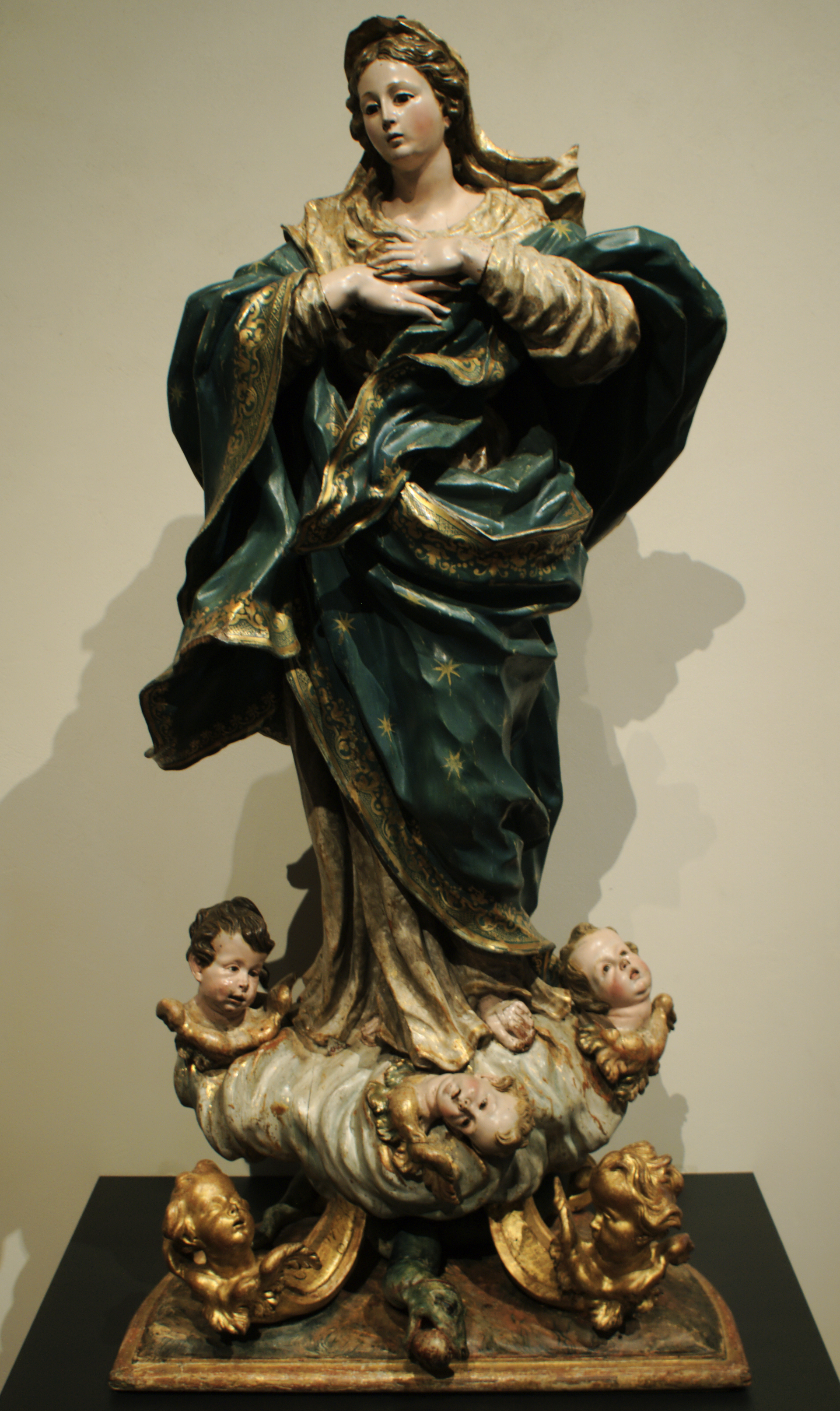
Inmaculada, por Pedro de Sierra, Museo Nacional de Escultura, Valladolid.

Pedro de Sierra (1702-1760) fue un escultor y arquitecto del tardobarroco español. Nació en la ciudad de Medina de Rioseco (Valladolid) y estuvo afincado en la capital vallisoletana.
Hijo del escultor Tomás de Sierra, quien fue el creador de un taller familiar en el que todos sus hijos participaron. De entre ellos destacó Pedro, que se dedicó a la arquitectura además de la escultura. En su estilo se conjugan influencias del Rococó francés y del taller de Narciso Tomé.

## Biografía
Su formación la realizó en el taller familiar de su padre en Medina de Rioseco. Fue enviado de joven a  La Granja de San Ildefonso (Segovia) y permaneció allí junto a otros escultores franceses que imponían el gusto Rococó en la Corte española. Se trabajaba sobre todo en obras para los jardines del Real Sitio, que se realizaban en plomo, técnica que empleó Pedro de Sierra en algunas de sus obras posteriores. Se trasladó más tarde a Toledo donde estuvo un tiempo en el taller de los Tomé; en esta ciudad se casó con Josefa Sevilla y realizó las esculturas de los santos Justo y Pastor colocadas en las hornacinas de la puerta principal de la iglesia del mismo nombre, en la cual existe un documento en el que consta que recibió 1200 reales por estas dos figuras de plomo vaciado y pintado imitando bronce. Se aprecia en estas dos imágenes un gran parecido a la escuela de los Tomé, hasta el punto de que durante un tiempo fueron consideradas obras de Narciso Tomé. Con fecha 2 de junio de 1761 se conserva el testamento de Josefa Sevilla, en el que, ya viuda y sin hijos, declara su intención de volver a su tierra, Los Yébenes.

## Obra en Valladolid
- Inmaculada (Museo Nacional de Escultura). Perteneciente al coro del Convento de San Francisco (Valladolid), muestra plena de estilo Rococó.

- Los Santos franciscanos (Museo Nacional de Escultura). Procedentes del convento de San Diego de Valladolid, fueron atribuidos por Wattemberg en 1966 al escultor.[4]

- Sillería del coro del Convento de san Diego (Museo Nacional de Escultura). Realizada en 1735, fue ayudado por su hermano Jacinto (religioso franciscano) en los trabajos de ensamblaje y seguramente en el diseño.[5]

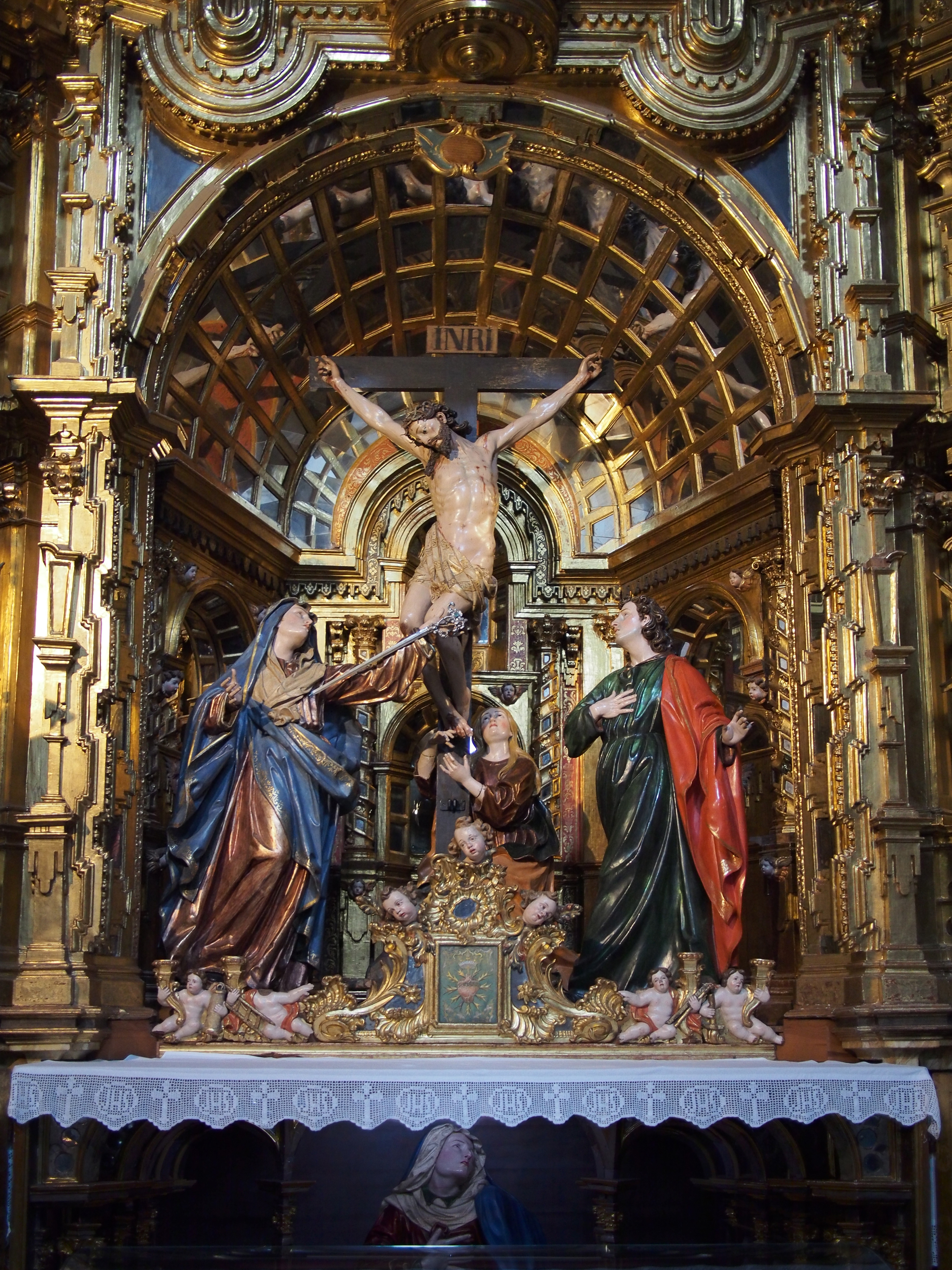
Retablo de la Buena Muerte de la iglesia de san Miguel, Valladolid.

- Nuestra Señora de la Amargura (h. 1738) de la iglesia de San Miguel y San Julián. Se trata de una talla algo inferior al natural que muestra a la Virgen dolorosa. Esta imagen portaba en su cabeza una corona y su mano derecha, hundida contra el pecho, tenía los siete cuchillos. Ambos elementos fueron retirados tras su restauración. Resulta claro el influjo de Juan de Juni en su Virgen de las Angustias que tallara para la cofradía vallisoletana del mismo nombre en 1561.

- El Monte Calvario (segundo tercio del siglo XVIII), en la iglesia de San Miguel y San Julián. Se trata de un conjunto formado por cuatro figuras de tamaño algo menor del natural: Cristo crucificado, la Virgen y san Juan Evangelista, mientras María Magdalena aparece arrodillada abrazando la cruz desde atrás. Se encuentra dentro de una hornacina del Retablo de la Buena Muerte y Sagrado Corazón de Jesús. El conjunto es procesionado en Semana Santa por la Cofradía del Descendimiento.

En la provincia de Valladolid encontramos otras obras de este artista, como:
- Fachada de la iglesia de la Santa Cruz de Medina de Rioseco.

- Retablo de la parroquia de Santa María de la Asunción de Rueda. Se comprometió a realizar la obra en dos meses por la cantidad de 40.000  reales de vellón. El retablo es un ejemplo del estilo Barroco, con cuatro grandes columnas dóricas ornamentadas con cabezas de ángeles y como imagen central la Asunción de la Virgen, así como otras muchas imágenes de doctores de la iglesia y santos que ilustran las calles del retablo, rematándolo la Coronación de la Virgen en un grupo donde están incluidos Cristo, el Padre Eterno y el Espíritu Santo.[6]

## Obra fuera de Valladolid
El taller de los Sierra también realizó obras en Guipúzcoa, en las poblaciones de Segura y Oñate. Se conservan los retablos mayores de las iglesias del convento de la Purísima Concepción de las Isabelinas de Segura y el de las clarisas de la Santísima Trinidad de Bidaurreta en Oñate, que fueron debidos principalmente al maestro fray Jacinto de Sierra (hijo ilegítimo de Tomás), perteneciente a la orden franciscana, establecido en el convento de Ayllón y que se desplazó a los dichos conventos para la realización de los retablos.
De la gran cantidad de esculturas de ambos retablos, resulta difícil atribuir con certeza a cuál de los miembros de la familia pertenecen, y así se suele atribuir la imagen de san Francisco de Asís a José de Sierra y una santa Clara a Pedro de Sierra, y se cree que fue más grande la participación de Pedro en el retablo de Oñate.